# Raveneliaceae
De Raveneliaceae zijn een familie van schimmels, die behoren tot de roesten. Het typegeslacht is Ravenelia.

## Geslachten
Tot de Raveneliaceae behoren de volgende geslachten:
1. Allotelium
2. Anthomyces
3. Anthomycetella
4. Apra
5. Bibulocystis
6. Cephalotelium
7. Chaconia
8. Cumminsina
9. Cystomyces
10. Diabole
11. Diabolidium
12. Dicheirinia
13. Diorchidiella
14. Diorchidium
15. Endoraecium
16. Esalque
17. Goplana
18. Kernkampella
19. Lipocystis
20. Maravalia
21. Nyssopsora
22. Olivea
23. Phragmopyxis
24. Ravenelia
25. Sphenospora
26. Spumula
27. Tegillum
28. Triphragmium
29. Ypsilospora